# Người Mỹ gốc Montenegro
Người Mỹ gốc Montenegro là Người Mỹ có nguồn gốc người Montenegro. Con số này bao gồm tất cả những người liên kết với Hoa Kỳ có tổ tiên là người Montenegro, cả những người sinh ra trong nước và công dân nhập tịch, cũng như những người có hai quốc tịch liên kết với cả hai quốc gia hoặc nền văn hóa. Số lượng người Mỹ gốc Montenegro ở Hoa Kỳ không được biết rõ, vì cộng đồng người Montenegro không được phân biệt trong Điều tra dân số Hoa Kỳ cũng như khác với các nhóm Người Mỹ gốc Serbia và Người Mỹ gốc Nam Tư; do đó người Mỹ gốc Montenegro có khả năng đồng nhất với những nhóm đó.